# Beida
Beida (in arabo البيضاء‎?, al-Bayḍāʾ, "la Bianca", dialettalmente Zawiyat el-Beda, in italiano, in epoca coloniale italiana, Beda Littoria) è una città della Libia settentrionale, nella regione della Cirenaica, capoluogo del distretto di al-Jabal al-Akhdar.
Secondo il censimento del 1984, la città aveva circa 67 120 abitanti; stime del 2011 indicano una popolazione di circa 250 000 abitanti, che ne farebbe la quarta città del paese per popolazione dopo Tripoli, Bengasi e Misurata.
L'economia della zona è essenzialmente agricola, basata sulle coltivazioni di cereali, viti da vino e da frutta, altri fruttiferi.

## Geografia
La città è situata sull'altopiano di Gebel al Akhdar, a circa 600 metri di altitudine, a 30 km dal Mar Mediterraneo. A circa 11 km a est, si trovano le rovine dell'antica città romana di Cirene.

## Storia

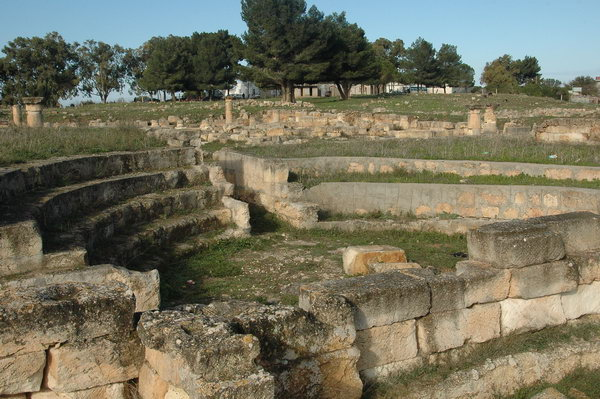
Odéon di Balagrae nei pressi di Beida.

Il primo insediamento in loco risale al I millennio a.C. quando venne fondata una colonia greca conosciuta successivamente, in epoca romana, con il nome di Balagrae. Dell'antica città, sono ancora visibili le rovine dell'odéon e di un complesso di tre santuari - il maggiore dei quali dedicato ad Esculapio - edificato sotto il regno dell'imperatore Adriano (117-138), e citato anche da Pausania in "Periegesi della Grecia" 2.26.7.
Nei primi anni del 1800, la città diventò una sede della confraternita Senussi che vi edificò una zāwiya e rinominò, per questo, la città in al-Zāwiya al-Baydāʾ.
Al tempo dell'occupazione italiana, nel 1933, vi venne fondata una colonia con il nome di Villaggio rurale Beda Littoria. Il villaggio si estendeva per 2642 ettari e comprendeva una chiesa, il municipio, l'ufficio postale, la casa del fascio, il dopolavoro, e un ambulatorio. Il nuovo insediamento venne popolato da coloni giunti dall'Italia a seguito della politica di colonizzazione e di sviluppo impostata dal governo italiano. Il flusso maggiore si ebbe tra il 1937 ed il 1938. Nella zona vennero, per la prima volta, sviluppate colture di frumento, leguminose (piselli, fave, lenticchie, ceci, lupini, cicerchia), alberi da frutto (mandorli), vite da uva, olivi.

Il Villaggio Beda Littoria nel 1933

Durante la seconda guerra mondiale Beda Littoria divenne la sede del comando tedesco della Panzergruppe Afrika comandata da Erwin Rommel.
Alla fine degli anni cinquanta del XX secolo, al-Baydāʾ fu scelta come futura capitale nazionale. Furono costruiti una serie di edifici governativi per ospitare il parlamento, gli uffici ministeriali e un campus universitario (attuale Università Omar Al-Mukhtar). Tuttavia lo spostamento non ebbe mai effettivamente seguito e il progetto di spostare la capitale da Tripoli ad al-Baydāʾ fu abbandonato.